# Lophotavia pulcherrima
Lophotavia pulcherrima är en fjärilsart som beskrevs av Holland 1894. Lophotavia pulcherrima ingår i släktet Lophotavia och familjen nattflyn. Inga underarter finns listade i Catalogue of Life.

## Bildgalleri

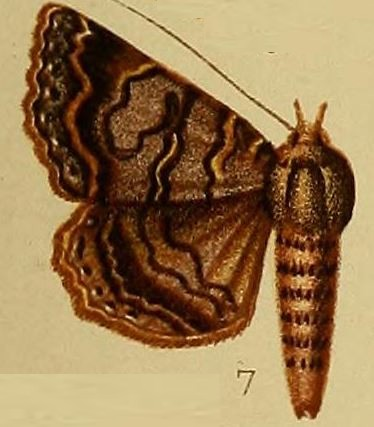